# Bandeira da Revolta Árabe

razão: 1:2

A Bandeira da Revolta Árabe foi uma bandeira usada por nacionalistas árabes durante a Revolta Árabe contra o Império Otomano na Primeira Guerra Mundial. 

## História
A bandeira foi desenhada pelo diplomata Britânico Sir Mark Sykes, numa tentativa de incutir um sentimento Árabe com o intuito de instilar a revolta. Apesar da Revolta Árabe ter sido limitada em abrangência e despoletada por Britânicos em vez de Árabes, a bandeira influenciou as bandeira nacionais de certo número de nações Árabes emergentes após a Primeira Guerra Mundial. Bandeiras nacionais inspiradas pela bandeira da Revolta Árabe incluem a bandeira da Jordânia, do Iraque, da Síria e da Palestina. 
As cores horizontais são pelos Califados Abássida, Omíada e Fatímida. O triângulo vermelho é um referência à dinastia hachemita.
Os Hashemitas eram aliados dos Britânicos contra o Império Otomano. Depois do fim da guerra, os Hashemitas ficaram em poder da região Arábica de Hejaz, Leste da Palestina (Transjordânia), formalmente reconhecida como Reino Hachemita da Jordânia, e, por pouco tempo, da Grande Síria e Iraque. 
A Grande Síria dissolveu-se passados poucos meses após a sua formação, em 1920. Os Hashemitas foram depostos em Hejaz em 1925 pela Casa de Saud, e no Iraque em 1958 por um golpe de estado, retendo no entanto o poder na Jordânia.